# Protoștiință
Protoștiinta definește acel stadiu în care se afla un domeniu al cunoașterii, când cunoștințele acumulate au mai mult un caracter speculativ, preștiințific, dar constituie baza apariției acelei științe. Se referă mai ales la perioada anterioară Iluminismului, când metodele științifice nu erau încă riguros fundamentate.

## Originea termenului
Termenul a fost utilizat prima dată de către filozoful Thomas Kuhn într-un eseu publicat în 1970:
| “ | Sunt multe domenii - putem să le numim protoștiințe - ale căror cunoștințe sunt deja verificabile în practică, totuși apropiate mai mult de filozofie și artă decât de știință, acea știință structurată pe un model evolutiv. Ma gândesc, de exemplu, la domenii ca electricitatea și chimia, înainte de jumătatea secolului al XVIII-lea, la studiul eredității și filogeniei înainte de mijlocul secolului al XIX-lea sau la științele sociale de astăzi. În final, ajung la concluzia că, asemeni artei și filozofiei, protoștiințele sunt lipsite de acea formă evidentă de progres, specifică științelor mature. | ” |

## Exemple
- Anumite părți ale alchimiei au trecut în patrimoniul chimiei, alte părți, ca transmutarea plumbului în aur, deși astăzi știm că ar fi posibilă utilizând schema transmutării elementelor chimice, au intrat pe tărâmul legendei.
- Astrologia antică a dat naștere astronomiei, dar partea sa de divinație s-a păstrat în astrologia actuală, considerată o pseudoștiință.